# Daniel Mason
Daniel Mason (1976) is een Amerikaans schrijver, bioloog en arts.

## Leven en werk
Mason studeerde biologie op de Harvard-universiteit en later medicijnen aan de Universiteit van Californië - San Francisco. 
Mason schreef zijn eerste roman De pianostemmer (2002) terwijl hij nog medicijnen studeerde. De pianostemmer is het verhaal van Edgar Drake die in 1886 opdracht krijgt om in de jungle van Birma een piano te repareren van de excentrieke en charismatische Anthony Carroll, een arts in het Britse leger die er nogal onorthodoxe methoden op nahoudt om de vrede te bewaren met de vijandige inlandse vorsten, namelijk door zijn liefde voor poëzie, muziek en studie met hen te delen.
Op zijn reis naar het oosten en op de grote rivieren en in de verlaten steden van Birma krijgt Drake te maken met meer mysteries en gevaren dan hij zich ooit had kunnen voorstellen. Bij wijle doet de roman wel denken aan 'Heart of Darkness' van Joseph Conrad en 'The English Patient' van Michael Ondaatje.
In 2007 verscheen Masons tweede roman, Een ver land over een wonderbaarlijke zoektocht van de veertienjarige Isabel naar haar broer in een stad in Zuid-Amerika en haar belevenissen in de beangstigende wereld waarin ze terechtkomt. 
Mason schreef ook diverse korte verhalen, in 2008 gebundeld onder de titel Death of the Pugilist.

## Trivia
- Onder regie van Werner Herzog wordt in 2010 een film gemaakt van The Piano Tuner.